# Adenoderris glandulosa
Adenoderris glandulosa là một loài thực vật có mạch trong họ Woodsiaceae. Loài này được (C. Presl) J. Sm. miêu tả khoa học đầu tiên năm 1875.